# Hartwig von Passow (Politiker)

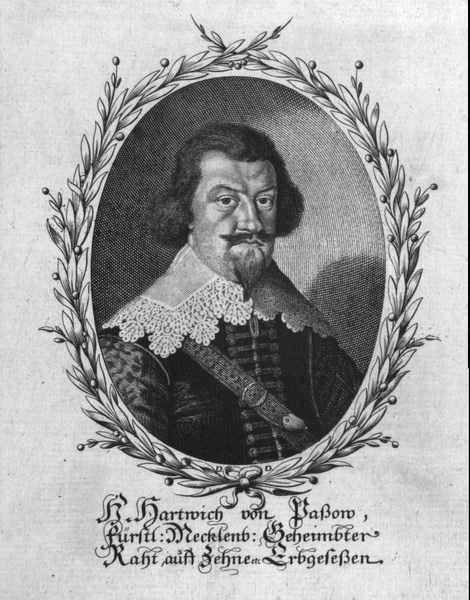
Hartwig von Passow, zeitgenössisches Porträt

Hartwig von Passow (* 8. September 1599 in Zehna; † 14. September 1644 in Rostock) war ein deutscher Politiker und Diplomat.

## Leben
Passow war der Sohn des mecklenburgischen Hofjunkers Adam von Passow und dessen Ehefrau, der Hofjungfer Anna von Plessen. Nach seinem Unterricht durch Hauslehrer besuchte Passow die Lateinschule in Güstrow. Passow wurde bereits im November 1611 an der Universität Rostock immatrikuliert, aber erst fünf Jahre später zum Studium zugelassen.
1616 begann er dort sein Studium, wechselte aber 1619 an die Universität Straßburg und danach an das Collegium nach Tübingen. Dort beendete Passow sein Studium und brach 1622 zu seiner Grand Tour auf. Diese führte ihn durch die Schweiz, Frankreich und die Niederlande. 1624 kehrte er wieder nach Hause zurück.
Im darauffolgenden Jahr wurde Passow von Herzog Adolf Friedrich I. von Mecklenburg-Schwerin zum Hofjunker ernannt und einige Zeit später zum Kanzleirat befördert. Passow unterstützte die Politik der Herzöge von Schwerin in zahlreichen diplomatischen Missionen.
Wallenstein vertrieb die Herzöge im Herbst 1628, nachdem sie einige Zeit vorher schon durch den Kaiser entmachtet worden waren. Auf ihrem Weg ins Exil folgte ihnen Passow getreulich. Ab Juli 1629 lebten sie in Hansfelde bei Lübeck.
Während seines Exils wurde Passow zusammen mit Herzog Adolf Friedrich I. von Mecklenburg-Schwerin in die Fruchtbringende Gesellschaft aufgenommen. Fürst Ludwig I. von Anhalt-Köthen verlieh Passow den Gesellschaftsnamen der Krause und das Motto grün zu geniessen. Als Emblem wurde ihm Krauser voller Lattich (Lactuca sativa var. crisa L.) zugedacht. Im Köthener Gesellschaftsbuch findet sich Passows Eintrag unter der Nr. 157. Ein Reimgesetz konnte bis jetzt nicht nachgewiesen werden.
Mit 36 Jahren heiratete Passow am 1. Januar 1635 Oelgard von Pentz, die Witwe von Joachim von Barnewitz (siehe Barnewitz (Adelsgeschlecht)), und übernahm die Verwaltung ihres umfangreichen Vermögens. In den Jahren 1636 bis 1638 wurde er zum vormundschaftlichen Regimentsrat für den späteren Herzog Gustav Adolf von Mecklenburg-Güstrow. 1640 erreichte er die Übertragung der herzoglichen Schulden bei seiner Frau und ihrem Sohn als Hypothek auf die Ämter Lübz und Crivitz und wurde Verwalter dieses Pfandbesitzes. Die letzten Jahre seines Lebens wirkte Passow als Geheimer Rat am Hof in Schwerin.
Im Alter von 45 Jahren starb Hartwig von Passow am 14. September 1644 in Rostock. Er wurde im Schweriner Dom beigesetzt.